# Cumulonimbus capillatus
Uma nuvem cumulonimbus capillatus é maciça em todas as medidas. É a única nuvem que pode se estender de nível quase zero para a tropopausa. Este é o monstro tropical dando chuvas de tempestades, acompanhadas de granizo e vento. Os movimentos verticais no interior e em torno desta nuvem pode ser um perigo para a aviação. A parte superior da nuvem estende-se horizontalmente em grandes altitudes.

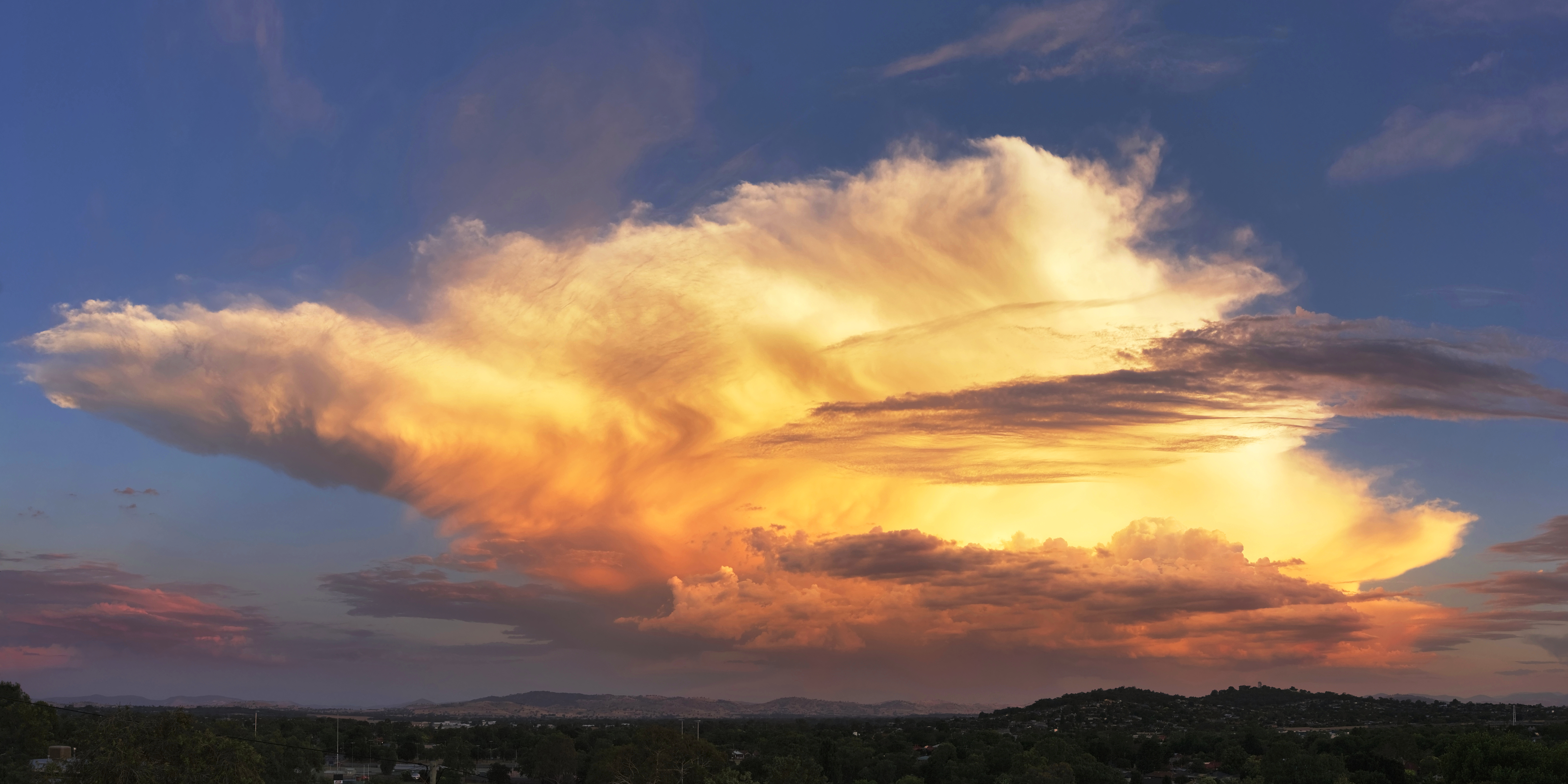
Cumulonimbus capillatus sobre Nova Gales do Sul, Austrália

## Perigos
Um cumulonimbus capillatus é uma nuvem cumulonimbus madura e poderosa e pode produzir várias intempéries severas.
- Relâmpago; Esta é uma nuvem de tempestade forte e é capaz de produzir rajadas de nuvem para terra e nuvem para nuvem relâmpago.
- Granizo; Pedras de granizo podem cair dessa nuvem se ela estiver em um ambiente altamente instável (o que favorece uma tempestade mais vigorosa para cima).
- Chuva forte; A nuvem pode cair vários centímetros de chuva em um curto espaço de tempo. Isso pode causar inundações repentinas.
- Vento forte; Ventos com força de ventania de um downburst podem ocorrer sob esta nuvem.